# Пінтусевич-Блок Жанна Юріївна
Пінтусе́вич-Блок Жа́нна Юріївна (раніше — Пінтусевич, народжена Тарнопóльська; 6 липня 1972, Ніжин) — українська спринтерка, Заслужений майстер спорту України, чемпіонка світу з бігу на 200 м, рекордсменка України з бігу на 100 і 200 м
Спринтерка в бігу на дистанціях 100 і 200 метрів. 1997-го Жанна стала чемпіонкою світу в бігу на 200 метрів, а за чотири роки була кращою на планеті на вдвічі коротшій дистанції. Водночас Пінтусевич-Блок тричі ставала срібною призеркою чемпіонатів Європи. Їй зовсім трішки не вистачило, аби привезти додому омріяну олімпійську медаль — на іграх у Сіднеї (2002) Жанна була четвертою на стометрівці. Її особистий рекорд на цій дистанції — 10,82 секунди — встановлений в Едмонтоні (Канада) 6 серпня 2001 року.

## Медалі
- Чемпіонати світу:
  - 1997, Афіни — срібло (100 м), золото (200 м)
  - 2001, Едмонтон — золото (100 м)
  - 2003, Париж — срібло (100 м)

- Чемпіонати Європи:
  - 1994, Гельсінкі — срібло (100 м), срібло (200 м)
  - 1998, Будапешт — срібло (200 м)